# أحمد جابر الفردان
أحمد جابر الفردان (ولد في 1990 في البحرين) مصور فوتوغرافي بحريني.

## النشأة والتعليم
ولد الفردان في العام 1990.
تخرج من جامعة أما الدولية البحرين بحصوله على شهادة بكالوريوس في علوم الحاسوب في عام 2012.

## المسيرة المهنية
يعمل مصور رسمي في وكالة ديموتكس وكذلك يعمل مصور رسمي في وكالة نورفوتو الإيطالية.
حاصل على عضوية الجمعية الأميركية للتصوير الضوئي وحائز على 106 جوائز دولية في التصوير برعاية الاتحاد العالمي لفن التصوير الفوتوغرافي والجمعية الأميركية للتصوير الضوئي.
حاز على المركز الثاني في منظمة (عدم الإفلات من العقاب) العام 2013 والمركز الأول في منظمة (فرونت لاين) العام نفسه. كما حصل على المركز الثالث في مسابقة صحيفة الوسط البحرينية في العام 2013.
نشر له الكثير من الصور الصحافية في الصحف والمواقع الالكترونية العالمية منها الغارديان ووول ستريت جورنال وذا تايمز وغيرها.

## احتجاجات 2011
على إثر فشل الاحتجاجات الشعبية التي قادتها قوى شيعية ويسارية والتي بدأت سلمية ثم تحولت إلى تخريبية في مارس 2011 فإنه مازال بعض المؤمنين بفكرة الثورة يواصلون مسيرتهم في السعي لإسقاط النظام الملكي في البحرين.
في 16 ديسمبر 2013 في إطار عمله الصحفي تابع إحدى المسيرات غير المرخصة وتوثيقها بالصور. وفي 26 ديسمبر 2013، داهم أعضاء من إدارة التحقيقات الجنائية بملابس مدنية بيت أسرته بقرية أبو صبيع،
في 26 ديسمبر 2013 اعتقلت وزارة الداخلية الفردان عندما داهم أعضاء من إدارة التحقيقات الجنائية بملابس مدنية منزله في قرية أبو صيبع من دون إذن من النيابة وقبضوا عليه وحجزوا متعلقاته وخصوصا معدات التصوير واقتادوه إلى مقرهم حيث لبث محتجز ثلاثة أيام بمعزل عن العالم الخارجي حيث وضع في غرفة شديدة البرودة وسكب الماء فوق وجهه وتعرض للضرب إلى أن كسرت اثنين من أضلاعه. احتجز الفردان بعد ذلك في سجن الحوض الجاف إلى أن أفرج عنه في 9 يناير 2014 لكن الإجراءات القضائية ضده لم تتوقف. ودانت عدة منظمات دولية حادث اعتقاله واعتبرته إجراء يثير القلق بشأن نية جهاز الأمن المبيتة مسبقا في اعتقال كل من يقوم بكشف الانتهاكات حتى لو كان هذا الاعتقال خارج إطار القانون وهذه هي إحدى صور تردّي أوضاع حالة حقوق الإنسان في البحرين.
في 6 يناير 2014 طالب المركز الدولي لدعم الحقوق والحريات وزارة الداخلية البحرينية بكشف مصير الفردان.
في 9 يناير 2014 أفرجت السلطات الأمنية عن الفردان بضمان محل إقامته وذلك بعد أن أمرت النيابة العامة بحبسه خمسة وأربعين يوم على ذمة التحقيق قضى منها أربعة عشر يوم وذلك بتهمة المشاركة في مسيرة غير مرخصة بتاريخ 16 ديسمبر 2013 كانت خرجت في قرية أبو صيبع.
قال الفردان مصرحا بعد خروجه المؤقت:
في 17 فبراير 2015 قضت المحكمة بسجنه ثلاثة أشهر بتهمة نية التجمهر.
في 3 فبراير 2016 اعتقل الفردان من قاعة المحكمة بعد أن أيد القضاء حكما يقضي بسجنه ثلاثة أشهر بتهمة النية في التجمهر سنة 2013. يقبع الفردان حاليا بسجن الحوض الجاف. خاطبت أسرته عقب اعتقاله الأول العديد من الهيئات الحكومية والمنظمات المحلية ملتمسة منهم المطالبة بالإفراج عنه وفتح تحقيق بشأن تعرضه لسوء المعاملة ولكن دون جدوى.
في فبراير 2016 دانت لجنة حماية الصحافيين ومقرها في نيويورك بالولايات المتحدة قرار محكمة الاستئناف البحرينية تأييد حكم السجن الصادر في حق الفردان لمدة ثلاثة أشهر.
في 5 ديسمبر 2016 رفعت منظمة الكرامة نداء عاجل إلى الفريق العامل المعني بمسألة الاحتجاز التعسفي بالأمم المتحدة ملتمسة منه حث السلطات البحرينية على الإفراج الفوري عنه.

## الحياة الشخصية
متزوج.